# Numbi (Ort)
Numbi ist eine Stadt im Territorium Kalehe in der Provinz Süd-Kivu.

## Lage
Numbi liegt nördlich eines Flusses im Kalehe-Hochland. Der nächste Ort, Kalongo, ist etwa 27 Kilometer entfernt. Unweit von Numbi befindet sich der Kiwusee und die Großstadt Goma.

## Wirtschaft
Numbi ist eine von vielen Städten im Osten der Demokratischen Republik Kongo in deren Umgebung Bergbau betrieben wird. Nicht zuletzt durch den Zuzug von Binnenvertriebenen verzeichnete auch Numbi, trotz mangelhafter Straßenanbindung, in den 2000er Jahren eine starke Bevölkerungszunahme und entwickelte sich von einer kleineren Siedlung zu einem mehr als 10.000 Einwohner zählenden Ort. Der artisanale Bergbau konzentriert sich auf den Abbau von Coltan und Kassiterit. Im Mai 2015 errichtete Vodacom einen Mobilfunkmast in Numbi.

## Konflikte
Vom 24. bis zum 26. Juli 2011 fanden Operationen der kongolesischen Streitkräfte (FARDC) gegen die Nyatura in Numbi und Ziralo statt.
Nach Angabe von Jean-Jacques Purusi, dem Gouverneur der Provinz Süd-Kivu, wurde Numbi im Januar 2025 von der Miliz Bewegung 23. März (M23) eingenommen.